# Bayardella cosmeta
Bayardella cosmeta е вид коремоного от семейство Planorbidae. Видът не е застрашен от изчезване.

## Разпространение
Разпространен е в Австралия (Виктория, Куинсланд, Нов Южен Уелс, Северна територия и Южна Австралия).